# Harmony Gold Mining
Harmony Gold (NYSE: HMY) — крупнейшая южноафриканская золотодобывающая компания и пятый по величине производитель золота в мире. Штаб-квартира — в городе Мелроуз Арк (ЮАР).
Капитализация Harmony Gold на Нью-Йоркской фондовой бирже на 21 февраля 2007 составляла около $5,2 млрд.
Главный управляющий компании — Бернард Сванепул (Bernard Swanepoel).

## Деятельность
Ежегодный объём производства золота Harmony Gold составляет около 3 млн унций в год. Добыча ведётся как подземным, так и наземным способами. Помимо ЮАР, добыча ведётся в Канаде, Австралии, Папуа-Новой Гвинее.
В 2006 финансовом году, закончившемся 30 июня, выручка компании составила $1,26 млрд, чистый убыток — $83 млн.
В 2009 году компания произвела 45,07 т золота; в 1 квартале 2010 года — 10,37 т, во 2 квартале — 10,78 т, в 3 квартале — 10,47 т.